# Tążewy
Tążewy [pronunciación en polaco: /tɔ̃ˈʐɛvɨ/] es un pueblo ubicado en el distrito administrativo de Gmina Dłutów, dentro del Distrito de Pabianice, Voivodato de Łódź, en Polonia central. Se encuentra aproximadamente a 4 kilómetros al este de Dłutów, a 12 kilómetros al sur de Pabianice, y a 26 kilómetros al sur de la capital regional Łódź.